# Teledoce, Uruguay
Teledoce sau Teledoce Televisora Color (CXBTV 12) este un canal de televiziune din Uruguay, înființată în anul 1962.